# Ранній
Ра́нній (рос. Ранний) — селище у складі Промишленнівського округу Кемелю  , Росія.

## Населення
Населення — 82 особи (2010; 148 у 2002).
Національний склад (станом на 2002 рік):
- росіяни — 99 %